# Скриптор
Скриптор (з лат. scriptor — «писар») — людина, що лише певним чином поєднує інформацію, котра вже існувала до неї. Скриптор, на відміну від автора, не творить текст, а компонує його з цитат інших текстів.
Професія зародилася в давніх цивілізаціях Месопотамії та Єгипту й набула значення у храмах і монастирях Середньовіччя через створення скрипторіїв і формування стандартизованих шрифтів. Роль скрипторів з часом розширювалася: вони були обов'язковими фігурами при королівських дворах і в містах, виконуючи функції хроністів, нотаріусів та секретарів. Поява друкарського верстата привела до поступового занепаду професії.

## Етимологія
Походить від латинського слова scrīptor, що утворене від дієслова лат. scribere — «писати» й суфікса -tor «той, хто здійснює дію». У класичній латині scrīptor означало «письменник» або «автор», а в пізніші періоди — «переписувач» або «скриптор» у вузькому значенні.

## Історія
Професія скриптора бере початок у цивілізаціях Месопотамії, де з появою клинопису з'явилися перші письмові фахівці, які займалися виготовленням глиняних табличок із формалізованими текстами законів та господарських документів.
У Стародавньому Єгипті скриптори були службовцями при палацах і храмах, що фіксували податки, судові рішення та релігійні тексти; їхній статус зростав, адже грамотність була дуже обмежена.
У Європі з VI століття з'являються монастирські скрипторії — спеціальні кімнати для копіювання рукописів у келіях чи окремих корпусах монастиря. Скриптори (переважно ченці, але іноді й миряни) тут самі виготовляли пергамент, готували чорнила, різали папір та займалися каліграфією й мініатюрним розписом. Процес копіювання часто тривав місяці й вимагав точності: середній скриптор міг переписати близько двох книг на рік.
У бенедиктинських монастирях (наприклад, Монтекассіно) скрипторії ставали центрами книжкової культури, де розробляли й стандартизували нові шрифти (наприклад, беневентанський). Цистерціанці запровадили сувору вимогу єдиної графіки без орнаменту для економії часу й матеріалів, а картузіанці виконували копії рукописів кожен у власній келії. В Православ'ї скрипторії діяли в Сербії та Болгарії, де преподобні переписували літургійні та історичні тексти, формуючи слов'янську писемну традицію.
До XIII століття виникають світські майстерні, де скриптори виконують замовлення князів, купців і університетів. Вони вели не лише рукописні книги, а й складали ділові документи, хартії, ліцензії та хроніки для міських рад і королівських дворів. Вони використовували систему pecia, коли книгу ділили на частини й доручали їх одночасно кільком переписувачам для прискорення процесу.
Зі створенням у 1450-х роках верстату Йоганна Гутенберга потреба в ручному копіюванні різко знизилась, й професія скриптора перетворилась на менш почесну діяльність писаря для оформлення юридичних документів.
У ХХ–XXI століттях майстерність скрипторів зберігається в каліграфії, реставрації стародруків та виготовленні реплік рукописів для музеїв і колекціонерів. У деяких університетах існують курси середньовічної каліграфії й папірництва, що відроджують традиції скрипторів.

## Відомі скриптори
- Ахмес — давньоєгипетський писець XV династії.
- Поджо Браччоліні — італійський гуманіст, що відкрив і переписував античні кодекси.
- Зейд ібн Сабіт — персональний писець пророка Мухаммеда.
- Клара Гетцлерін — одна з небагатьох відомих світських жінок-скрипторів XIII століття у Німеччині.